# David Gleirscher
David Gleirscher, född 23 juli 1994, är en österrikisk rodelåkare. Han blev olympisk mästare i singel vid olympiska vinterspelen 2018 i Pyeongchang i Sydkorea.
Hans far, Gerhard, och hans bror, Nico, har båda också tävlat i rodel vid olympiska spelen.

## Karriär
Vid olympiska vinterspelen 2022 i Peking slutade Gleirscher på 15:e plats i herrarnas singel.